# Тартаковер Савелій Григорович
Ксавери Тартаковер (Ксав'є Тартаковер, Савелій Григорович Тартаковер, пол. Ksawery Tartakower, фр. Xavier Tartacover, рос. Савелий Григорьевич Тартаковер; 9 (22) лютого 1887, Ростов-на-Дону — 4 лютого 1956, Париж) — шахіст і шаховий літератор єврейського походження. Мав громадянство Австро-Угорщини до Першої світової війни, потім — Польщі, а після Другої світової війни — Франції. Один з найкращих шахістів світу міжвоєнних років, представник «школи гіпермодернізму» в шахах. Автор відомих шахових афоризмів, що отримали назву «тартаковеризми». Переможець шахової олімпіади 1930 у складі команди Польщі. Чемпіон Польщі (1935, 1937), чемпіон Франції (1953). Міжнародний гросмейстер (1950). Доктор права.

## Життєпис
Народився у єврейській сім'ї польсько-австрійського походження. 1899 року батьки загинули під час погрому, а хлопець виїхав з Росії. Закінчив юридичний ліцей у Женеві, Віденський університет, доктор права (1909). У Відні, що був одним з найбільших шахових центрів Європи кінця XIX — початку XX сторіччя, юнак зміг розвинути свій шаховий талант. Мобілізований до австрійського війська після вибуху Першої світової війни, мав ранг офіцера. Після війни замешкав у Франції, відмовившись від юридичної практики на користь гри в шахи. Набув польське громадянство через своє походження, хоча не знав польської і в Польщі жив хіба що короткий період 1934—1935 (під час підготовки до шахової олімпіади 1935 у Варшаві). Англійський часопис «Chess» жартував, що Тартаковер «говорить польською так само як ми з вами».
Результати в чемпіонатах Польщі:
- Лодзь (1927) — 2 місце (після Акіби Рубінштейна)
- Варшава (1935) — 1 місце
- Юрата (1937) — 1 місце

Учасник шахових олімпіад 1930, 1931, 1933, 1935, 1937 і 1939 у складі збірної Польщі та 1950 у складі збірної Франції.
Шаховий літератор і журналіст, писав німецькою, російською, французькою та англійською мовами. Автор багатьох книг, серед яких Das Hypermoderne Schachpartie (Відень, 1924—1925), Indisch (Берлін, 1925), Das neuromantische Schach (Берлін, 1927), Winke für die Schachstrategie (Берлін, 1927), Bréviaire des échecs (Париж, 1934) та інші.